# Fritz Overbeck
Fritz Overbeck (ur. 15 września 1869 w Bremie, zm. 9 czerwca 1909 tamże) – niemiecki malarz pejzażysta, współzałożyciel kolonii artystycznej Worpswede.

## Życiorys
Fritz Overbeck urodził się 15 września 1869 w Bremie. Po ukończeniu gimnazjum w 1889 roku, Overbeck studiował w Kunstakademie Düsseldorf – rysunek u Petera Janssena (1844–1908) i akwafortę u Paula Vorberga. W 1892 roku został przyjęty do klasy pejzażystów prowadzonej przez Eugena Dückera (1841–1916). W Düsseldorfie spotkał Heinricha Vogelera i Otto Modersohna (1865–1943), do których dołączył w Worpswede w 1892 roku, gdzie wraz z Fritzem Mackensenem (1866–1953) i Hansem am Ende (1864–1918) współzałożył kolonię artystyczną Worpswede. Ostatecznie osiadł w Worpswede w 1894 roku. 
W 1895 roku malarze z Worpswede wystawili razem swoje prace w Pałacu Szklanym w Monachium i zaistnieli zbiorowo na niemieckiej scenie sztuk pięknych. Overbeck zaprezentowal tam dwa obrazy Dämmerung i Gehöft im Moor oraz 6 akwafort. 
Worpswede przyciągnęło kolejnych artystów, m.in. poetę Rainera Marię Rilkego (1875–1926), który w swojej monografii Worpswede zawarł portrety pięciu malarzy, w tym Fritza Overbecka.
W 1897 roku Overbeck poślubił malarkę Hermine Rohte (1869–1937), z którą miał syna Fritza (1898–1983) późniejszego profesora botaniki oraz córkę Gerdę (1903–1991).   
W okresie 1903–1904 Overbeck zerwał z Worpswede i zajął się studiami pejzażu i morza na Sylcie. W 1905 roku kopił dom w Bremie, gdzie mieszkał i pracował aż do śmierci 9 czerwca 1909 roku. 

## Twórczość
W Worpswede Overbeck stworzył 60 akwafort, setki szkiców, rysunków i studiów w oleju, które posłużyły do namalowania 110 wielkich obrazów olejnych. Overbeck podejmował tematy związane z życiem na wsi w tradycji idylli naturalistycznej, ale przede wszystkim tworzył studia pejzaży. Od 1898 roku stosował charakterystyczny jasnoniebieski kolor dla letniego nieba, który kontrastował z ciemniejszymi kolorami ziemi. Dzieła Overbecka znajdują się m.in. w Nowej Pinakotece w Monachium i muzeum w Worpswede, wiele prac jest w rekach prywatnych a część zaginęła.  

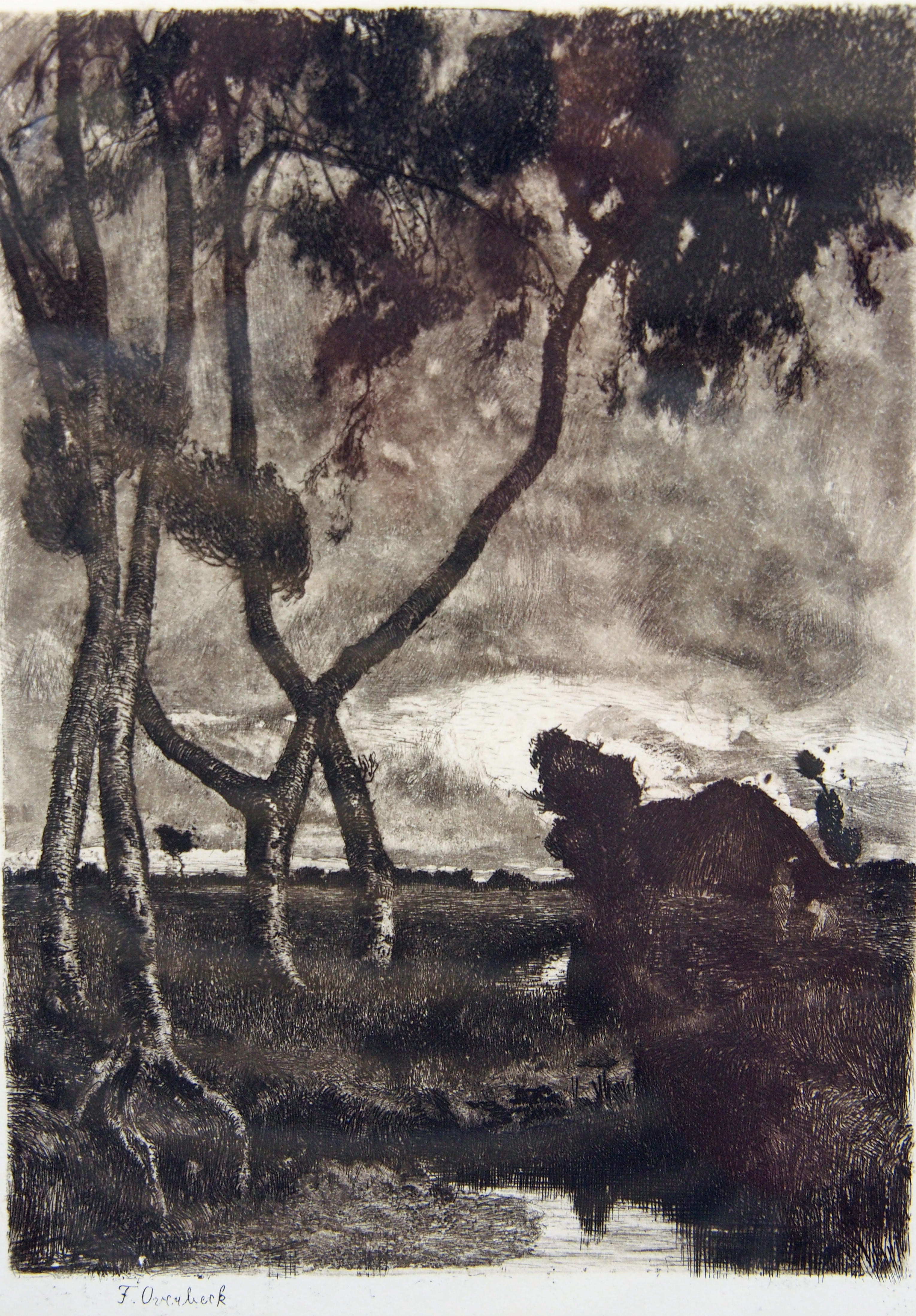
Sturm im Moor (1895)
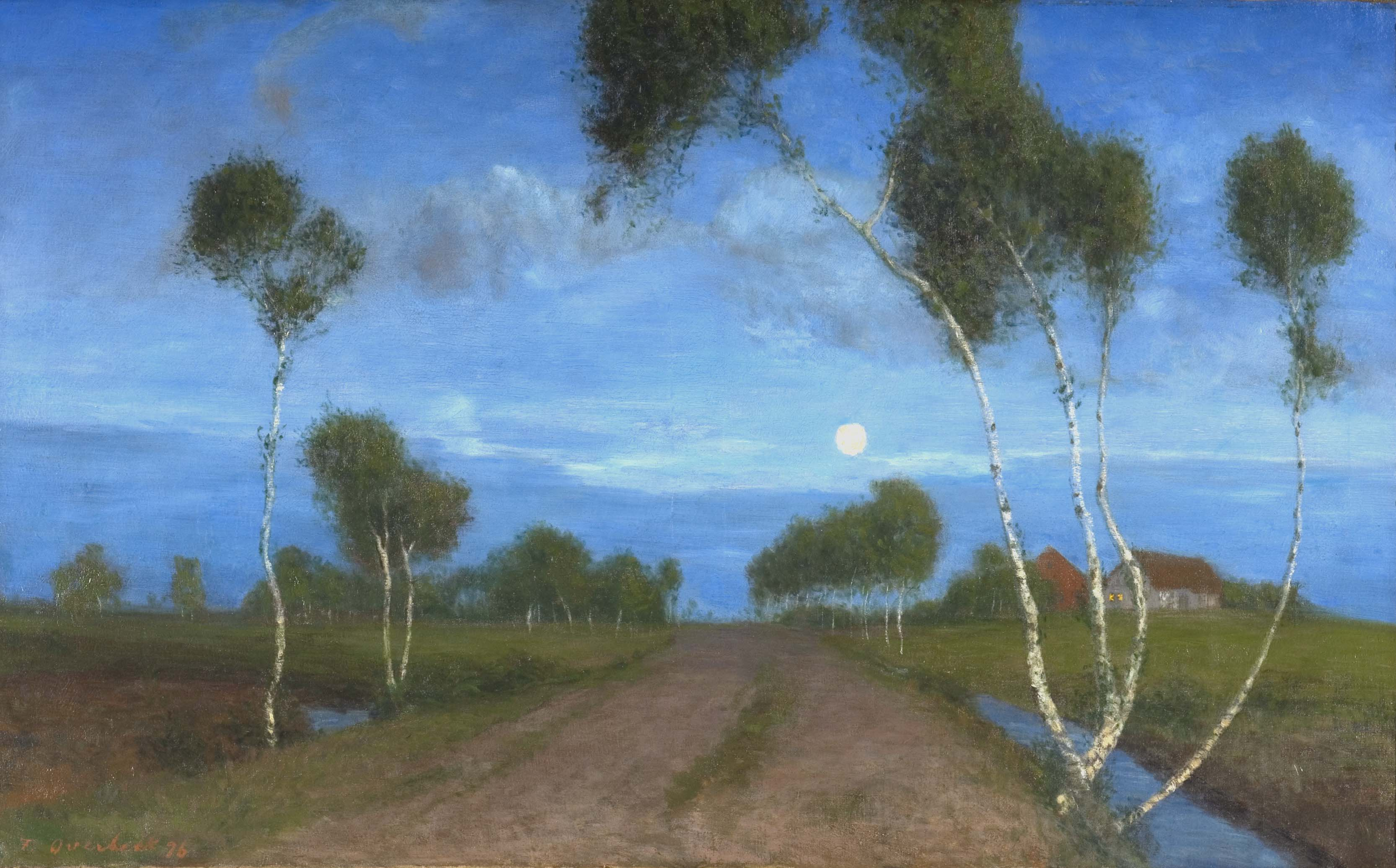
Abend im Moor (1896)
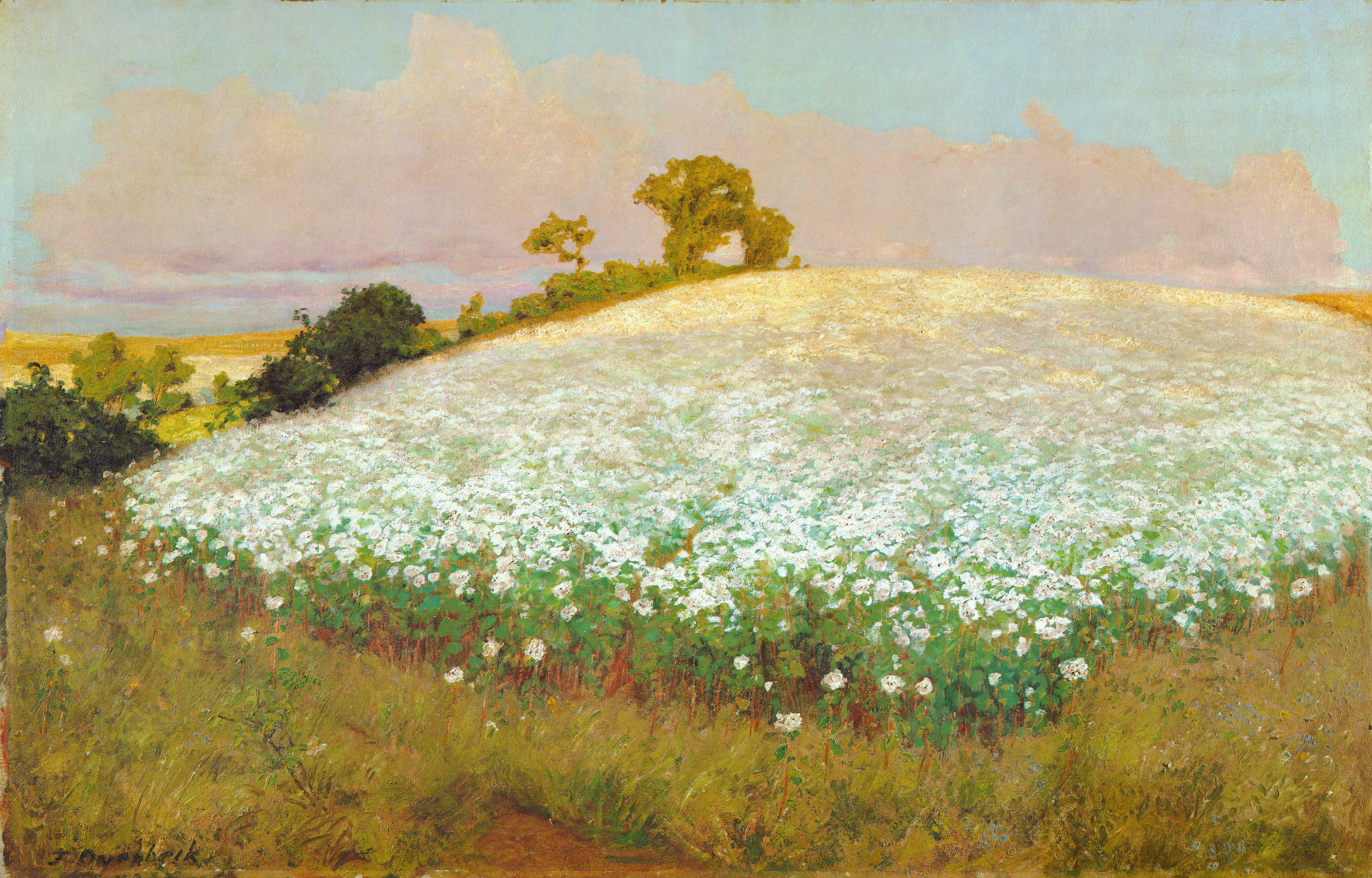
Buchweizenfelder am Weyerberg (1897)
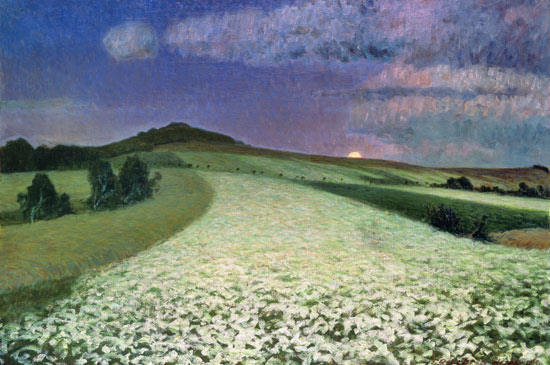
Bluehendes buchweizenfeld (ok. 1900)
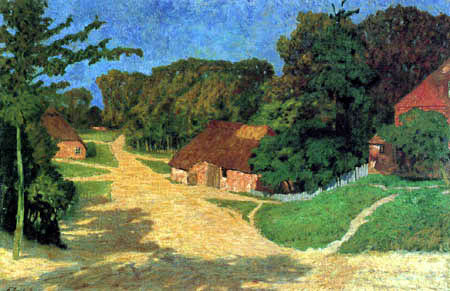
Schlottschuen (1900)
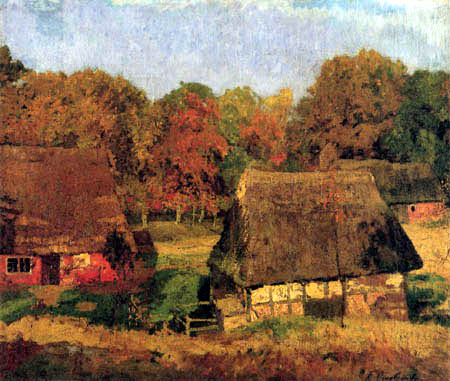
Herbstmorgen am Weyerberg (1900)
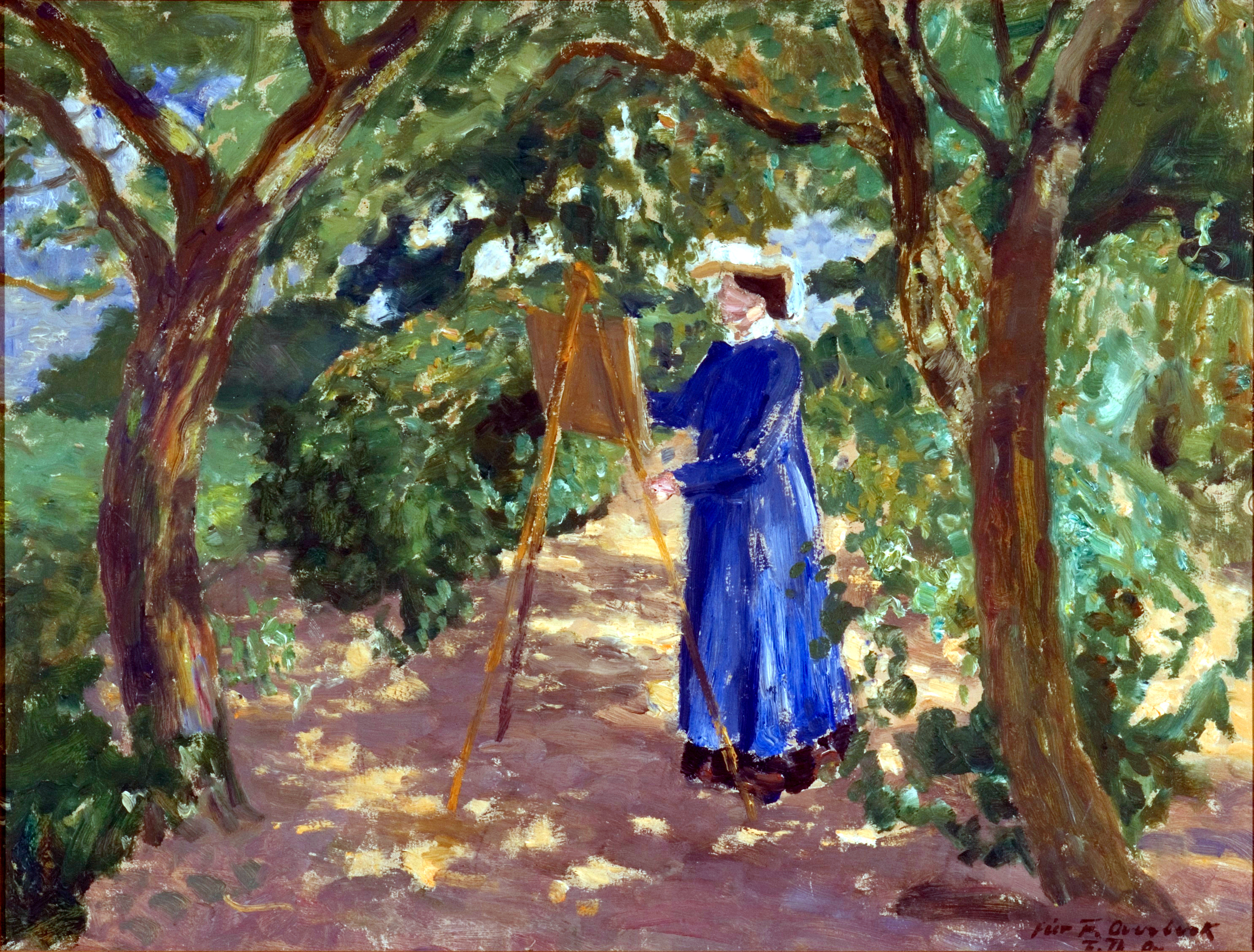
Hermine in blauer Malschürze (1905)
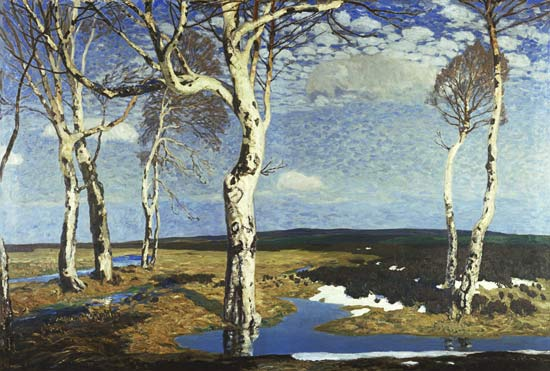
Im März (przed 1908)